# De Grote Sinterklaasfilm en de strijd om pakjesavond
De Grote Sinterklaasfilm en de strijd om pakjesavond is een Nederlandse kinderfilm uit 2023 met Sinterklaas in de hoofdrol. De film werd geregisseerd door Lucio Messercola. De film ging op 30 september 2023 in première met in de hoofdrollen Robert ten Brink, Martin van Waardenberg en Martien Meiland.

## Verhaal
Het is alweer bijna december en Sinterklaas wil zijn verjaardag dit jaar extra royaal vieren want het is namelijk den honderdste keer dat hij naar Nederland komt. Om dit jaar extra uit te pakken wil hij dat ieder kind in Nederland dit jaar een extra cadeautje krijgt met pakjesavond. Tegelijkertijd willen de Pieten een groot verrassingsfeest geven voor Sinterklaas.
Robbie Reuzel is een zure man die ook op vijf december jarig is en jaloers is dat Sinterklaas alle aandacht wegkaapt omdat ze dezelfde verjaardag delen en daardoor altijd pakjesavond gevierd wordt. Als Robbie de grote plannen van Sinterklaas hoort besluit hij hem uit te schakelen en met een list Sinterklaas zijn positie over te nemen om de boel te dwarsbomen en pakjesavond af te schaffen.

## Rolverdeling
| acteur                 | personage        |
| ---------------------- | ---------------- |
| Robert ten Brink       | Sinterklaas      |
| Martin van Waardenberg | Robbie Reuzel    |
| Martien Meiland        | Jean Claude      |
| Chris Tates            | Hugo Hogepief    |
| Giovanni Caminita      | Marco Marsepein  |
| Joshua Albano          | Bennie Taaitaai  |
| Wes Mutsaars           | Paco Post        |
| Stef de Reuver         | Willem Wortel    |
| Okke Verberk           | Party Piet Pablo |
| Sara Robben            | Kim Kado         |
| Noah Ganahl            | Chico Choco      |
| Justin Swagerman       | Tino Transport   |
| Stefania Liberakakis   | Sofie Zwetser    |
| Janny van der Heijden  | buurvrouw        |
| Caroline van der Plas  | boerin           |
| Eva Jinek              | dokter           |
| Fenna Ramos            | zichzelf         |
| Hans Klok              | zichzelf         |
| René Froger            | zichzelf         |
| Maxim Froger           | zichzelf         |
| Roy Donders            | zichzelf         |
| Royce de Vries         | voorbijganger    |

## Achtergrond
De film werd geregisseerd door Lucio Messercola. Het scenario van de film werd geschreven door Trui van de Brug. De Grote Sinterklaasfilm en de strijd om pakjesavond is de vijfde langspeelfilm in de reeks De Grote Sinterklaasfilms. De opnames van de film gingen in  juni 2023 van start, voor de film keerde het grotendeel van de acteurs uit de voorgaande films terug. Naast hen maakte diverse bekende Nederlanders, waaronder Eva Jinek, Caroline van der Plas en Janny van der Heijden, hun debuut in gastrollen.

## Release
De Grote Sinterklaasfilm en de strijd om pakjesavond ging op 30 september 2023 in première, voor pers en genodigde, in Amsterdam. De film kwam vervolgens op 4 oktober 2023 landelijk in de bioscoop voor het publiek. Een maand later, op 6 november 2023, werd de film bekroond met een Gouden Film voor het behalen van 100.000 bezoekers.